# Фернандес, Уинифер
Уинифер Фернандес (исп. Winifer Fernández, р. 6 января 1995, Сантьяго-де-лос-Трейнта-Кабальерос, Доминиканская Республика) — доминиканская волейболистка, либеро.
Обладательница (2016) и серебряный призёр (2015) Панамериканского кубка. Серебряный призёр чемпионата Северной, Центральной Америки и Карибского бассейна (2015). Победительница Боливарианских игр (2017).

## Биография
Родилась в Сантьяго-де-лос-Трейнта-Кабальерос, Доминиканская Республика 6 января 1995 года.
Волейболом начала заниматься в 10 лет. Первый тренер — Мигель Дуран.

## Карьера

### Клубная
В 2008 году выиграла бронзовую медаль чемпионата Доминиканской Республики в составе «Сантьяго». В 2012 году выиграла кубок Северного региона.
В 2014 году выиграла чемпионат Азербайджана.
В ноябре 2017 года выиграла XLIII Муниципальные волейбольные игры в провинции Сантьяго, выступая за клуб «Сиенфуегос».

### В сборной
В 2011 году выиграла бронзовую медаль юношеского Панамериканского кубка. Была признана лучшим либеро турнира.
В августе 2012 года выиграла чемпионат Северной, Центральной Америки и Карибского бассейна среди юниорок. Была признана MVP турнира.
В сентябре 2012 года выиграла Панамериканский кубок среди девушек до 23 лет. Была признана «Волейболисткой года» в Доминиканской Республике (2012) по версии ACD, вместе с Брендой Кастильо.
В марте 2013 года выиграла серебряную медаль Панамериканского кубка среди юниорок.
В июне 2013 года выступала на чемпионате мира среди женских молодёжных команд.
Участвовала в Мировом Гран-при 2013. Признана «Волейболисткой года» в Доминиканской Республике (2013) по версии ACDS.
Участвовала в Мировом Гран-при 2014.
В июне 2015 года выиграла Чемпионат Северной, Центральной Америки и Карибского бассейна среди женщин (финал четырёх). В том же месяце стала серебряным призёром Панамериканского Кубка. Участвовала в Мировом Гран-при 2015. В августе 2015 года завоевала бронзовую медаль чемпионата мира среди женских старших молодёжных команд. В октябре 2015 года стала серебряным призёром чемпионата Северной, Центральной Америки и Карибского бассейна.
Участвовала в Мировом Гран-при 2016. В июле 2016 года выиграла Панамериканский Кубок. В сентябре 2016 года выиграла Панамериканский кубок среди девушек до 23 лет.
В сентябре 2017 года играла на чемпионате мира среди женских старших молодёжных команд. В ноябре 2017 года стала чемпионом Боливарианских игр.

## Достижения

### Командные
Сантьяго
- Бронзовый призёр чемпионата Доминиканской Республики (1): 2008.

 Доминиканская Республика (юн.)
- Бронзовый призёр юношеского Панамериканского кубка (1): 2011.
- Победитель чемпионата Северной, Центральной Америки и Карибского бассейна среди юниорок (1): 2012.
- Обладатель Панамериканского кубка среди девушек до 23 лет (2): 2012, 2016.
- Серебряный призёр Панамериканского кубка среди юниорок (1): 2013.
- Бронзовый призёр чемпионата мира среди женских старших молодёжных команд (1): 2015.

 Доминиканская Республика
- Чемпионка Северной, Центральной Америки и Карибского бассейна (финал четырёх) (1): 2015.
- Серебряный призёр Панамериканского Кубка (1): 2015.
- Серебряный призёр чемпионата Северной, Центральной Америки и Карибского бассейна (1): 2015.
- Обладатель Панамериканского Кубка (1): 2016.
- Победительница Боливарианских игр (1): 2017.

### Индивидуальные
- Лучший либеро юношеского Панамериканского кубка (1): 2011.
- MVP чемпионата Северной, Центральной Америки и Карибского бассейна среди юниорок (1): 2012.
- «Волейболистка года» в Доминиканской Республике по версии ACD (1): 2012 (вместе с Брендой Кастильо).
- «Волейболистка года» в Доминиканской Республике по версии ACDS (1): 2013.